# Herb Caen
Herbert Eugene Caen (3 de abril de 1916-1 de febrero de 1997) fue un periodista estadounidense radicado en San Francisco, ganador del Premio Pulitzer, que escribió durante casi toda su vida para el periódico San Francisco Chronicle desde fines de la década de los 30 hasta su muerte. 
Publicó una colección de ensayos bajo el título de Baghdad-by-the-Bay en 1949. Murió en 1997 y su funeral fue uno de los acontecimientos más destacados de la historia reciente de la ciudad de San Francisco.

## Biografía
Nacido en Sacramento, California, Caen se hizo famoso por su columna "It's News to Me," (juego de palabras: "Es noticia/nuevo para mí"), publicada por primera vez el 5 de julio de 1938. Sus columnas eran conocidas por saber las cosas que sucedían en la ciudad. Influyó en la cultura pop y en el lenguaje popular, destacándose su invención de la palabra "beatnik" en su columna del 2 de abril de 1958 y popularizar la palabra "hippie" durante el Verano del amor de 1967, en San Francisco.
Otros términos popularizados por Caen fueron "frisbeetarianismo" y "Bagdhad by the Bay" (Bagdad sobre la Bahía; juego de palabras intraducible, derivado de "by the way" -en ese sentido- y "by the bay" -sobre la bahía-) para denominar a San Francisco y describir su característica multicultural.

## Periodismo de puntos suspensivos
Caen se refería a su columna como "periodismo de puntos suspensivos", debido a su característica de estar escrita como breves cuestiones interrumpidas por puntos suspensivos.
Una de las características de su columna era lo que él denominaba "namephreaks" (nombres-fenómeno) donde presentaba personas cuyos nombres estaban relacionados con sus ocupaciones (por ejemplo, Pam Talkington, vocera del Hospital Memorial, etc.).

## "Herb Caen Way..." (Camino de Herb Caen...)
Por muchos años, San Francisco tuvo una autopista elevada llamada "Embarcadero Freeway". Muchos residentes, entre ellos Caen, se oponían a la misma, debido a que obstruía la vista al mar. En su columna solía burlarse de ella denominándola "Dambarcadero" (Juego de palabras para significar "maldito Embarcadero"). El terremoto de 1989 dañó el Embarcadero Freeway y la decisión de la ciudad fue  demolerla. El camino que allí quedó ha sido denominado "Herb Caen Way..." (con los tres puntos suspensivos), en su memoria. 

## Premios
Caen recibió un especial del Premio Pulitzer en 1996 "por su extraordinaria y continua contribución como voz y conciencia de su ciudad".